# الركلة العالية
الركلة العالية (بالكورية: 거침없이 하이킥)‏ هو مسلسل تلفزيوني كوري جنوبي، بطولة لي سون-جاي، نا مون هي، جيونغ جون ها، تشوي مين يونغ، بارك هاي مي، شين جي، كيم هي سيونغ، جونغ إيل وو، سيو مين جونغ، بارك مين يونغ وكيم بوم. هي دراما كوميدية عائلية تصور حياة عائلة لي والناس المحيطة بهم. عرض على قناة MBC TV من 6 نوفمبر 2006 إلى 13 يوليو 2007، وبث من الاثنين إلى الجمعة كل أسبوع.

## طاقم
- لي سون-جاي في دور لي سون جاي.[5]

رب أسرة لي، الذي يعمل جنبًا إلى جنب مع زوجة ابنه في مستشفى الطب الكوري التقليدي. هو كبير العائلة، يمكن أن يكون صارمًا وعدوانيًا تجاه أفراد عائلته، ولا يفكر إلا في نفسه.
- - لي تاي ري في دور سون جاي الصغير
- نا مون هي في دور نا مون هي، زوجة سون جاي. تقوم بجميع عمليات الطهي والتنظيف، وتعتني بجون (طفل مين يونغ).
- جيونغ جون ها في دور جون ها

ابن سون جا ومون هي، وهو رجل ضخم ذو شهية هائلة. بعد تركه وظيفته، يقضي وقته في المنزل كمستثمر غير ناجح ويعتمد على دخل زوجته، وهي الطبيبة الرئيسية في مستشفى والده.
- تشوي مين يونغ في دور لي مين يونغ

ابن سون جا ومون هي، الذي يعمل مدرسًا للتربية البدنية في مدرسة بونغبا الثانوية والتي ايضا يدرس فيها أبناء أخيه. بعد عودته إلى منزل والديه بعد زواج لم يدم طويلاً من شين جي، يعيش في غرفة تخزين موسعة ومعدلة في الطابق العلوي.
- بارك هاي مي في دور بارك هاي مي.[6]

زوجة لي جون ها، هي طبيبة تعمل مع لي سون جاي، تزوجت من جون-ها للانتقام بعد انفصالها عن صديقها.
- كيم هي سيونغ في دور مين-هو

الابن الأصغر والأذكى لـ جون-ها و هاي-مي.
- جونغ إيل وو بدور يون-هو

الابن الأكبر لـ جون-هو وهاي-مي.
- شين-جي في دور شين-جي الملقبة بـ بونغ-هي

مغنية بسيطة عاطلة عن العمل. زوجة مين يونغ السابقة ووالدة جون التي تريد دراسة الموسيقى في روسيا لكنها تعرضت للخداع.
- سيو مين جونغ في دور سيو مين جونغ.[7]

مدرسة لغة إنجليزية خرقاء في مدرسة بونغ-جا الثانوية، ومعلمة فصل في مين-هو ويون-هو وبوم وتشان-سوونغ وسيونغ-هيون. استأجرت الشقة التي اعتاد مين يونغ وشين جي العيش فيها، وتعيش هناك مع شين جي بعد عودتها من محاولتها القصيرة والفاشلة للدراسة في موسكو.
- كيم بوم في دور كيم بوم

أفضل أصدقاء مين-هو والذي يرغب في أن يصبح فردًا من عائلته.
- بارك مين يونغ في دور كانغ يو-مي

صديقة مين-هو وابنة صديق هاي-مي، وهي فتاة خرقاء.

## روابط خارجية
- ركلة عالية على موقع IMDb (الإنجليزية)
- ركلة عالية على موقع كينوبويسك (الروسية)
- ركلة عالية على موقع قاعدة بيانات الفيلم (الإنجليزية)